# Your Song (dal)
A Your Song egy dal Elton John angol énekestől. A dal szerzője Bernie Taupin volt, aki sok más művében is közreműködött. John első albumán kapott helyet a szám.
Az Egyesült Államokban 1970. októberében jelent meg, a Take Me to the Pilot című felvétellel együtt. Mindkettőt játszották a rádiók, azonban az előbbi népszerűbb volt. Egy demó változat a dalból a To Be Continued című 1990-ben megjelent albumon kapott helyet. Rengeteg előadó dolgozta fel, többek között Ellie Goulding 2010-ben és Lady Gaga 2018-ban.

## Dallista
| 1. | Take Me to the Pilot | 3:43 |
| 2. | Your Song            | 3:57 |

## Ellie Goulding változata
Ellie Goulding angol énekesnő Bright Lights című albumára készítette el saját változatát. 2010. november 12-én jelent meg a Polydor gondozásában. A produceri munkákat Ben Lovett végezte. A felvétel a John Lewis áruház reklámában is helyet kapott. A Saturday Night Live műsorában lépett fel a kislemezzel 2011. május 7-én.

### Videóklip
A Ben Coughlan és Max Knight által rendezett videó 2010. november 14-én debütált. A klip Ellie-t egy otthonos környezetben mutatja, barátai társaságában.

### Dallista
| 1. | Your Song | 3:10 |

### Közreműködők
- Ellie Goulding – vokál
- Matt Lawrence – tervező
- Ben Lovett – producer, zongora, háttérvokál
- Ruth de Turberville – cselló, háttérvokál
- Matt Wiggins – üstdob

## Lady Gaga változata
Lady Gaga amerikai énekesnő feldolgozta a dalt 2018-ban a Revamp: Reimagining the Songs of Elton John & Bernie Taupin című albumra, amely Elton John munkássága előtt tiszteleg. 2018. március 30-án jelent meg digitális formában. Gaga előadta a dalt a The Recording Academy „Elton John: I'm Still Standing – A Grammy Salute” című koncertjén, amelyet 2018. április 10-én mutattak be a CBS csatornán. Áprilisban a Revamp japán megjelenésekor Lady Gaga feldolgozása a Your Song-ból a hónap közepére a legtöbbet játszott dal lett az ottani rádiókban. A dal az első 30 közé tudott kerülni Magyarországon, Japánban, Mexikóban, a spanyol letöltési listán és az amerikai Pop Digital Songs slágerlistán.

### Slágerlistás helyezések
| Slágerlista (2018)                | Legjobb helyezés |
| --------------------------------- | ---------------- |
| Francia letöltések (SNEP)         | 31               |
| Japán (Billboard Japan Hot 100)   | 27               |
| Japan Hot Overseas (Billboard)    | 3                |
| Magyarország (Single Top 40)      | 18               |
| Mexico Ingles Airplay (Billboard) | 30               |
| Skócia (Scottish Singles Top 40)  | 79               |
| Spanyol letöltések (PROMUSICAE)   | 12               |
| US Pop Digital Songs (Billboard)  | 21               |

## Fordítás
Ez a szócikk részben vagy egészben  a   Your Song című angol Wikipédia-szócikk fordításán alapul.  Az eredeti cikk szerkesztőit annak laptörténete sorolja fel. Ez a jelzés csupán a megfogalmazás eredetét és a szerzői jogokat jelzi, nem szolgál a cikkben szereplő információk forrásmegjelöléseként.